# Danderyds gymnasium
Danderyds gymnasium är en kommunal gymnasieskola i Danderyds kommun. Skolan invigdes 1982 och är en av Stockholms läns största gymnasieskolor. Danderyds gymnasium hade 2024 1 390 elever.

## Program
De program skolan erbjuder är (inriktningar inom parentes):
- Ekonomiprogrammet (Ekonomi eller Juridik)
- Naturvetenskapsprogrammet (Naturvetenskap, Naturvetenskap och samhälle eller Särskild variant estet)
- Samhällsvetenskapsprogrammet (Beteendevetenskap, Internationell samhällsvetenskap eller Särskild variant estet)
- Teknikprogrammet (Design och produktutveckling, Informations- och medieteknik eller Samhällsbyggande och miljö)
- Matematik spetsutbildning
- Nationell idrottsutbildning fotboll
- Nationell idrottsutbildning padel

Sedan 1986 finns en utbildning med inriktning mot matematik med högre studietempo än det vanliga Naturvetenskapsprogrammet på Danderyds gymnasium. Utbildningen bedrivs i samarbete med Stockholms universitet och eleverna har under senare delen av gymnasieutbildningen möjlighet att studera matematik på universitetsnivå. Sedan 2009 ingår utbildningen i ett försök med så kallad spetsutbildning med intagning från hela Sverige.